# Gianni Verna
Gianni Verna (* 18. November 1942 in Turin) ist ein italienischer Graveur und Xylograph.

## Karriere
Verna wurde am 18. November 1942 in Turin geboren. Er absolvierte die Albertina-Akademie in Turin, als Schüler von Francesco Casorati für Malerei und Francesco Franco für Grafik. Er hielt Xylographiekurse an der Internationalen Schule für Kunstgrafik Il Bisonte in Florenz. Jahrelang widmete er sich dem Tiefdruck und wählte schließlich die Xylographie als Ausdrucksmittel.
Seine Kupfersticharbeiten befinden sich in den Sammlungen der Bibliothèque Nationale in Paris und im Druckkabinett der Uffizien in Florenz.

## Gianni Verna in den Museen
Gam, Turin; Bibliothèque Nationale, Paris; Uffizien, Florenz; Holzschnittmuseum, Carpi; Nationales Institut für Grafik, Rom; Vatikanische Apostolische Bibliothek, Vatikanstadt; Museo Nacional del Grabado, Buenos Aires; Biblioteca Estense, Modena; Nationalbibliothek, Florenz; Bertarelli Print Collection, Mailand; Cabinet des Estampes et des Dessins, Lüttich; Casa Leopardi, Recanati; Kunstverein und V, Nordenham; Die Bisonte Galerie, Florenz; Nationalbibliothek Braidense, Mailand; Classense Bibliothek, Ravenna; Naturwissenschaftliches Museum, Brescia; Marciana National Library, Venedig; Biblioteca Salita dei Frati, Lugano; Biblioteca Queriniana, Brescia; Zentrale Nationalbibliothek, Rom; Sforzesca Schloss Biblioteca Trivulziana, Mailand; Panizzi-Bibliothek, Reggio Emilia.

## Auszeichnungen
- 1967 "Stadt Italien", die Kunstgalerie des Treffens – Arezzo, weiß-schwarz: Silbermedaille.
- 1969 Ausstellung junger Künstler – Stadt Turin – 1. Weiß-Schwarz-Preis; III Nationale Grafikausstellung "Italy Black and White" Art Center Meeting, Arezzo: Silbermedaille.
- 1986 Verein "Le bois Gravé", Paris: 1. Preis.
- 1992 Preis Città di Casale, Casale Monferrato: 4. Preis.
- 2004 La Gravure sur Bois, 5. Concours Jean Chize: Prix Royer; Dritte Grafikbiennale 2004, "Aqua", Francavilla al Mare: 4. Preis ex aequo.
- 2012 1. Italienische Gravierbiennale – Carmelo Floris – Ankaufspreis.
- 2013 "Erster Italienischer Grafikpreis 2013" Nationaler Verband italienischer Graveure, Vigonza, 1. Preis
- 2014 2. Wettbewerb der Holzschnittarbeiten "Città di Lodi" 1. Preis.